# Ley de Orden Público de 1959
La Ley de Orden Público de 1959 fue una ley de excepción de la dictadura franquista que sustituyó a la Ley de Orden Público de 1933, aprobada por la Segunda República Española. Esta ley reguló los nueve estados de excepción que se dictaron entre su promulgación y el final de la dictadura en 1975 con la muerte del general Franco.

## Contenido
La Ley 45/1959, de 30 de julio, de Orden Público sustituyó a la Ley de Orden Público de la República utilizada por la dictadura franquista para legalizar los dos estados de excepción que se habían decretado hasta entonces (el de febrero de 1956 con motivo de la protesta de los estudiantes de la Universidad de Madrid y que duró tres meses; y el de marzo de 1958 en respuesta a las huelgas de los mineros de Asturias y que duró cuatro meses).
En el preámbulo de la ley ―que, según Borja de Riquer, mantenía la jurisdicción militar para todos los delitos que afectaran al orden público―  se explicaba que su aprobación se debía a «la necesidad de dotar de la debida eficacia la actuación de los funcionarios judiciales que han de intervenir en la persecución de actividades extremistas que se han producido en diversos lugares de la nación, obedeciendo a una unidad de consigna». Así esta ley sirvió para legalizar los estados de excepción que se decretarían en los años 1960 y 1970, seis veces en determinados territorios (mayo de 1962, tres meses en Asturias, Vizcaya y Guipúzcoa; abril de 1967, tres meses en Vizcaya; agosto de 1968, tres meses en Guipúzcoa; octubre de 1968, tres meses en Guipúzcoa de nuevo; diciembre de 1970, tres meses en Guipúzcoa otra vez; y abril de 1975, tres meses en Guipúzcoa y Vizcaya) y tres veces en la totalidad del país (junio de 1962, por dos años; enero de 1969, por tres meses, que finalmente fueron dos; y diciembre de 1970, seis meses).
La nueva LOP unificaba en un solo estado, el de Excepción, los estados de Prevención y Alarma de la LOP de 1933. Conforme a los artículos 43 y 44, declarado dicho estado de excepción en cada Audiencia Provincial se debía constituir un Tribual de Urgencia cuya competencia se restringe a los hechos que no sean competencia de la jurisdicción militar; (Por aplicación de otras normas lo eran todos los hechos de terrorismo, cometidos con explosivos, etc)
"Los Tribunales de Urgencia entenderán privativamente de los hechos comprendidos en el artículo segundo de esta Ley que sean constitutivos de delito, siempre que no esté reservado su conocimiento a la jurisdicción militar. La competencia se extiende a los delitos o faltas conexos o incidentales. Las causas no dejarán de fallarse por estos Tribunales aunque sólo merezcan la consideración de faltas los hechos perseguidos."
La disposición transitoria segunda refleja el carácter preferente de la jurisdicción militar:
"Segunda.   Seguirá entendiendo la jurisdicción militar de los delitos que, afectando al orden público, le están atribuidos con arreglo a lo establecido en Leyes especiales, sin perjuicio de las inhibiciones que se acordaren en favor de la jurisdicción ordinaria y en tanto que el Gobierno revise y unifique las normas de competencia relativas concretamente a dichos delitos, autorizándosele especialmente para ello."
El procedimiento de estos Tribunales de Urgencia hacía honor a su nombre. Conforme al art 48 el Juez instructor debía tramitar los sumarios "mediante ininterrumpida, rápida y preferente actividad" acordando prisión incondicional si el delito estaba penado con privación de libertad. Concluida la instrucción, conforme al artículo 50, el Tribunal daba traslado a las partes  en un plazo máximo de 3 días, por 72 horas al fiscal y acusaciones privadas, si las había, y por 3 a 6  días a la defensa.  Valoraba las pruebas propuestas y practicaba las que estimara en 3 días, y fijaba la fecha del juicio en los 8 días siguientes, dictando sentencia en 24 horas. Los condenados no podían disfrutar de la condenada condicional.
La cuantía de las multas se amplió significativamente respecto a las de 1933. Así en el estado de normalidad (sin declaración de excepción) el Gobierno con la ley de 1933 podía imponer multas de hasta 5.000 pesetas, con la LOP de 1959 se elevaron a 500.000. Las que podía imponer el gobernador civil pasaron de 2.000 a 25.000. Durante la II República estas multas eran recurribles, tras el recurso administrativo, ante el Tribunal de Garantías Constitucionales; en cambio  con la LOP de 1959 solo cabía recurso de alzada ante el superior jerárquico de la autoridad que las impusiera.
En todos los estados de excepción, excepto en una ocasión, se suspendió el artículo 18 del Fuero de los Españoles que fijaba el límite de 72 horas en que una persona podía estar detenida antes de ser llevada ante el juez ―una disposición que, por otro lado, iba a continuar siendo incumplida por la policía ya que consideraba que el límite de las 72 horas era «a todas luces insuficiente» para desarrollar «la labor policial», tal como se afirmaba en un boletín interno de 1963; el propio general Franco compartía esta opinión y así se lo confesó a su primo Francisco Franco Salgado-Araujo en 1969: «la ventaja que tiene el decreto es la mayor libertad que tienen las autoridades para los plazos legales de detención; así pueden tomar declaraciones sin el agobio del tiempo para poner en libertad al declarante»―. Así durante los estados de excepción la policía podía actuar aún con mayor impunidad para acabar con las «actividades extremistas». Se trataba «de una dictadura dentro de otra». Por eso los informes de la DGS valoraban muy positivamente los estados de excepción destacando su «beneficiosa influencia», como se decía en uno de abril de 1971. La arbitrariedad de las detenciones podía llegar al extremo de que una persona puesta en libertad por un juez fuera detenida inmediatamente después por la policía, alegando vagamente «razones o motivos de Orden Público».